# Adam Brody
Adam Jared Brody (ur. 15 grudnia 1979 w San Diego) – amerykański aktor, scenarzysta i producent filmowy, znany między innymi z roli Setha Cohena w serialu Warner Bros. Życie na fali.

## Życiorys

### Wczesne lata
Urodził się w San Diego w stanie Kalifornia w rodzinie żydowsko-amerykańskiej jako najstarszy syn prawnika Marka Brody'ego i artystki grafik Valerie Siefman. Wychowywał się z dwójką młodszych braci bliźniaków – Seanem i Mattem. Po ukończeniu szkoły średniej Scripps Ranch High School, naukę kontynuował w MiraCosta College w Oceanside w stanie Kalifornia.

### Kariera
W 1999 roku wyruszył do Hollywood i wynajął trenera aktorstwa. Po występie w telewizyjnej komedii Now What (1995) pojawił się w sitcomie Szał na Amandę (The Amanda Show, 1999). Później wystąpił w telewizyjnym dramacie NBC Grunt to rodzinka – Gdy gasły światła na planie (Growing Up Brady, 2000) oraz w komediach: American Pie 2 (2001) i Zdaniem Spencera (According to Spencer, 2001). Pojawił się też gościnnie w serialu Warner Bros. Tajemnice Smallville (Smallville, 2002).
Zyskał na popularności wśród telewidzów rolą Dave’a Rygalskiego, przyjaciela Lane Kim (Keiko Agena) w serialu Warner Bros. Kochane kłopoty (Gilmore Girls, 2002-2003). Sławę zawdzięcza również kreacji Setha Cohena w serialu Warner Bros. Życie na fali (2003-2007), za którą otrzymał trzykrotnie nagrodę Teen Choice.
Razem ze swoim przyjacielem, aktorem Bretem Harrisonem, założył zespół Big Japan, w którym grał na perkusji.
22 stycznia 2013 na Sundance Film Festival miał premierę film biograficzny poświęcony życiu Lindy Lovelace pt. Królowa XXX (Lovelace) w reżyserii Jeffreya Friedmana i Roba Epsteina, gdzie wcielił się w postać aktora porno Harry’ego Reemsa.
W 2024 roku wspólnie z Kristen Bell wystąpił w serialu Netflixa Nikt tego nie chce.

### Życie prywatne
W latach 2004–2006 spotykał się z aktorką Rachel Bilson, która grała Summer w serialu Życie na fali. Rozstali się niedługo po zakończeniu produkcji tej serii. Od 2010 związał się z aktorką Leighton Meester, znaną z serialu Plotkara, z którą w listopadzie 2013 się zaręczył, a 15 lutego 2014 się ożenił. Mają dwoje dzieci, córkę Arlo Day (ur. 4 sierpnia 2015) i syna (ur. 2020).

## Filmografia
| filmy fabularne | filmy fabularne                                                        | filmy fabularne                | filmy fabularne                      | filmy fabularne |
| Rok             | Tytuł                                                                  | Rola                           | Reżyser                              |                 |
| --------------- | ---------------------------------------------------------------------- | ------------------------------ | ------------------------------------ | --------------- |
| 1995            | Now What? (TV)                                                         |                                | Chris Bould                          |                 |
| 1999            | Fastlane (Random Acts of Violence)                                     | student                        | Drew Bell, Jefferson Keith Langley   |                 |
| 2000            | Grunt to rodzinka – Gdy gasły światła na planie (Growing Up Brady, TV) | Barry Williams                 | Richard A. Colla                     |                 |
| 2000            | Neverland                                                              | Jack                           | Damion Dietz                         |                 |
| 2000            | The Silencing (film krótkometrażowy)                                   | Karl                           | Leslie Rogers                        |                 |
| 2000            | The Sausage Factory                                                    | Zack                           | George Verschoor                     |                 |
| 2001            | Roadside Assistance                                                    | Rusty                          | Jennifer Derwingson                  |                 |
| 2001            | American Pie 2                                                         | chłopak z liceum               | James B. Rogers                      |                 |
| 2001            | Zdaniem Spencera (According to Spencer)                                | Tommy                          | Shane Edelman                        |                 |
| 2002            | The Ring                                                               | Kellen                         | Gore Verbinski                       |                 |
| 2003            | Grind                                                                  | Dustin Knight                  | Casey La Scala                       |                 |
| 2003            | Home Security (film krótkometrażowy)                                   | Greg (także scenariusz)        | Sean K. Lambert                      |                 |
| 2003            | Missing Brendan                                                        | Patrick Calden                 | Eugene Brady                         |                 |
| 2005            | Dziękujemy za palenie (Thank You for Smoking)                          | Jack                           | Jason Reitman                        |                 |
| 2005            | Pan i pani Smith (Mr. & Mrs. Smith)                                    | Benjamin Diaz                  | Doug Liman                           |                 |
| 2007            | Jak złamać 10 przykazań (The Ten)                                      | Stephen Montgomery             | David Wain                           |                 |
| 2007            | Ciastko z niespodzianką (Smiley Face)                                  | diler Steve                    | Gregg Araki                          |                 |
| 2007            | W świecie kobiet (In the Land of Women)                                | Carter Webb                    | Jon Kasdan                           |                 |
| 2008            | Miłość naznaczona śmiercią (Death in Love)                             | agent talentów                 | Boaz Yakin                           |                 |
| 2009            | Zabójcze ciało (Jennifer's Body)                                       | Nikolai Wolf                   | Karyn Kusama                         |                 |
| 2010            | Sticky Minds                                                           | Roger                          | Bryan Gaynor                         |                 |
| 2010            | Fujary na tropie (Cop Out)                                             | Barry Mangold                  | Kevin Smith                          |                 |
| 2010            | Romantycy (The Romantics)                                              | Jake                           | Galt Niederhoffer                    |                 |
| 2011            | Double or Nothing                                                      | Clark                          | Nathaniel Krause                     |                 |
| 2011            | Córka mojego kumpla (The Oranges)                                      | Toby Walling                   | Julian Farino                        |                 |
| 2011            | Krzyk 4 (Scream 4)                                                     | zastępca szeryfa Ross Hoss     | Wes Craven                           |                 |
| 2011            | Pannice w opałach (Damsels in Distress)                                | Charlie Walker / Fred Packenst | Whit Stillman                        |                 |
| 2012            | Przyjaciel do końca świata (Seeking a Friend for the End of the World) | Owen                           | Lorene Scafaria                      |                 |
| 2012            | Odwet za Jolly (Revenge for Jolly!)                                    | Danny Fidazzo                  | Chadd Harbold                        |                 |
| 2013            | Some Girl(s)                                                           | człowiek                       | Daisy von Scherler Mayer             |                 |
| 2013            | Witamy w dżungli (Welcome to the Jungle)                               | Chris                          | Rob Meltzer                          |                 |
| 2013            | Królowa XXX (Lovelace)                                                 | Harry Reems                    | Jeffrey Friedman, Rob Epstein        |                 |
| 2013            | Bez bagażu (Baggage Claim)                                             | Sam                            | David E. Talbert                     |                 |
| 2014            | The Cosmopolitans                                                      | Jimmy                          | Whit Stillman                        |                 |
| 2014            | Myśl jak facet 2 (Think Like a Man Too)                                | Isaac                          | Tim Story                            |                 |
| 2014            | Life Partners                                                          | Tim                            | Susanna Fogel                        |                 |
| 2014            | Growing Up (and Other Lies)                                            | Rocks                          | Darren Grodsky, Danny Jacobs         |                 |
| 2015            | The History of Us                                                      | Andrew                         |                                      |                 |
| 2015            | Sypiając z innymi (Sleeping with Other People)                         | Sam                            | Leslye Headland                      |                 |
| 2016            | Wojowniczki Jogi (Yoga Hosers)                                         | Ichabod                        | Kevin Smith                          |                 |
| 2017            | Wieczór kawalerski (Big Bear)                                          | Eric                           | Joey Kern                            |                 |
| 2017            | CHiPs: Motopatrol (CHiPs)                                              | Clay Allen                     | Dax Shepard                          |                 |
| 2018            | Isabelle                                                               | Matt Kane                      | Robert Heydon                        |                 |
| 2019            | Jay i Cichy Bob powracają (Jay and Silent Bob Reboot)                  | Sprzedawca                     | Kevin Smith                          |                 |
| 2019            | Zabawa w pochowanego (Ready or Not)                                    | Daniel Le Domas                | Matt Bettinelli-Olpin, Tyler Gillett |                 |
| 2019            | Shazam!                                                                | Superbohater Freddy            | David F. Sandberg                    |                 |
| 2020            | Detektyw małolat (The Kid Detective)                                   | Abe Applebaum                  | Evan Morgan                          |                 |
| 2020            | Obiecująca. Młoda. Kobieta. (Promising Young Woman)                    | Jerry                          | Emerald Fennell                      |                 |
| 2023            | Shazam! Gniew bogów                                                    | Superbohater Freddy            | David F. Sandberg                    |                 |

### Seriale TV
| Rok       | Tytuł                                | Rola                | Uwagi                                                       |
| --------- | ------------------------------------ | ------------------- | ----------------------------------------------------------- |
| 1999      | Szał na Amandę (The Amanda Show)     | Greg Brady          | odc.: "When Brady's Attack"                                 |
| 2000      | City Guys                            | klient              | odc.: "Makin' Up is Hard to Do"                             |
| 2000      | Rozbieranie (Undressed)              | Lucas               | 3 odcinki                                                   |
| 2000      | Potyczki Amy (Judging Amy)           | Barry Gilmore       | odc.: "Romeo and Juliet Must Die – Well, Maybe Just Juliet" |
| 2000      | Go Fish                              | Billy               | odc.: "Go Student Council"                                  |
| 2000      | Sprawy rodzinne (Family Law)         | Noel Johnson        | odc.: "My Brother's Keeper"                                 |
| 2000–2001 | Once and Again                       | Coop                | 3 odcinki                                                   |
| 2000–2002 | The Sausage Factory                  | Zack Altman         | 13 odcinków                                                 |
| 2001–2004 | Uziemieni (Grounded for Life)        | Brian               | 2 odcinki                                                   |
| 2002      | Tajemnice Smallville (Smallville)    | Justin Gaines       | odc.: "Crush"                                               |
| 2002–2003 | Kochane kłopoty (Gilmore Girls)      | Dave Rygalski       | 9 odcinków                                                  |
| 2003–2007 | Życie na fali (The O.C.)             | Seth Cohen          | 92 odcinki                                                  |
| 2004      | MADtv                                | Seth Cohen          | odc. 9.22                                                   |
| 2006      | The Loop                             | Keith MacDonald     | odc.: "The Rusty Trombone"                                  |
| 2011      | Good Vibes                           | Woodie Stone (głos) | 12 odcinków                                                 |
| 2013      | Kroll Show                           | Joel Faizon         | odc.: "Ice Dating"                                          |
| 2013      | Kłamstwa na sprzedaż (House of Lies) | Nate Hyatt          | 3 odcinki                                                   |
| 2013      | Wirtualna liga (The League)          | Ted Rappaport       | 4 odcinki                                                   |
| 2013      | Burning Love                         | Max                 | 10 odcinków                                                 |
| 2014      | Jess i chłopaki (New Girl)           | Berkley             | odc.: "Exes"                                                |
| 2015      | Billy i Billie (Billy and Billie)    | Billy Jones         | 10 odcinków                                                 |
| 2016      | StartUp                              | Nick Talman         | 10 odcinków                                                 |
| 2019      | Godzina policyjna                    | Max Larssen         | 4 odcinki                                                   |
| 2022      | Rozterki Fleishmana                  | Seth Morris         | 8 odcinków                                                  |
| 2024      | Nikt tego nie chce                   | Noah Roklov         | 10 odcinków                                                 |